# Fußball-Südostasienmeisterschaft 2012
Die neunte Auflage der ASEAN-Fußballmeisterschaft fand vom 24. November bis zum 22. Dezember 2012 statt. Seit 2008 lautet der offizielle Name der Veranstaltung AFF Suzuki Cup. Die Gruppenspiele fanden in Malaysia und Thailand statt, wobei die Halbfinalspiele sowie das Finale in Hin- und Rückspielen ausgetragen wurden. Teilnahmeberechtigt waren alle südostasiatischen Fußballnationalmannschaften. Kleinere Nationen wie Myanmar oder Laos mussten sich zunächst über eine Qualifikationsrunde das Startrecht für die Endrunde erspielen. Die Auslosung zur Endrunde sowie zur Qualifikationsrunde fand am 11. Juli in Bangkok statt. Titelverteidiger war die Mannschaft aus Singapur, das Turnier gewann die Mannschaft aus Malaysia.

## Qualifikation
Für das Turnier in Malaysia und Thailand waren neben den beiden Gastgebern folgende Nationen direkt qualifiziert: Vietnam, Indonesien, Singapur und Philippinen.
Die Mannschaften aus Laos, Kambodscha, Osttimor, Brunei und Myanmar mussten zuerst in einer Qualifikation gegeneinander antreten. Hierbei wurde in einem Meisterschaftssystem um die beiden noch zu vergebenden Plätze gespielt.
Das Qualifikationsturnier fand vom 5. bis zum 13. Oktober 2012 im Thuwanna-Stadion in Rangun, Myanmar statt.
| Pl. | Land       | Sp. | S | U | N | Tore    | Diff. | Punkte |
| --- | ---------- | --- | - | - | - | ------- | ----- | ------ |
| 1.  | Myanmar    | 4   | 3 | 1 | 0 | 006:100 | +5    | 10     |
| 2.  | Laos       | 4   | 2 | 1 | 1 | 005:400 | +1    | 07     |
| 3.  | Osttimor   | 4   | 2 | 0 | 2 | 010:600 | +4    | 06     |
| 4.  | Brunei     | 4   | 2 | 0 | 2 | 006:700 | −1    | 06     |
| 5.  | Kambodscha | 4   | 0 | 0 | 4 | 003:120 | −9    | 0      |

| 05.10.2012 | Kambodscha | - | Osttimor   | 1:5 (0:2) |
| 05.10.2012 | Myanmar    | - | Brunei     | 1:0 (0:0) |
| 07.10.2012 | Osttimor   | - | Myanmar    | 1:2 (0:1) |
| 07.10.2012 | Laos       | - | Kambodscha | 1:0 (1:0) |
| 09.10.2012 | Kambodscha | - | Brunei     | 2:3 (1:0) |

| 09.10.2012 | Osttimor | - | Laos       | 3:1 (1:0) |
| 11.10.2012 | Brunei   | - | Laos       | 1:3 (1:1) |
| 11.10.2012 | Myanmar  | - | Kambodscha | 3:0 (0:0) |
| 13.10.2012 | Laos     | - | Myanmar    | 0:0       |
| 13.10.2012 | Brunei   | - | Osttimor   | 2:1 (1:0) |

## Finalturnier
Gespielt wurde in je zwei Gruppen zu je vier Mannschaften. Die Gruppensieger und -zweiten trafen dann in den Halbfinals aufeinander. Die Sieger der Halbfinalbegegnungen ermittelten anschließend den Sieger der ASEAN-Meisterschaft 2012. Die Halbfinalbegegnungen und das Finale wurden in Hin- und Rückspielen ausgetragen.

### Austragungsorte
| Kuala Lumpur                | Selangor          | Bangkok                     | Bangkok               |
| --------------------------- | ----------------- | --------------------------- | --------------------- |
| Nationalstadion Bukit Jalil | Shah Alam Stadium | Rajamangala-Nationalstadion | Suphachalasai-Stadion |
| Kapazität: 100.200          | Kapazität: 69.372 | Kapazität: 60.000           | Kapazität: 21.000     |
|                             |                   |                             |                       |

### Gruppe A
| Pl. | Verein      | Sp. | S | U | N | Tore    | Diff. | Punkte |
| --- | ----------- | --- | - | - | - | ------- | ----- | ------ |
| 1.  | Thailand    | 3   | 3 | 0 | 0 | 009:200 | +7    | 09     |
| 2.  | Philippinen | 3   | 2 | 0 | 1 | 004:200 | +2    | 06     |
| 3.  | Vietnam     | 3   | 0 | 1 | 2 | 002:500 | −3    | 01     |
| 4.  | Myanmar     | 3   | 0 | 1 | 2 | 001:700 | −6    | 01     |

|             |   |             |           |
| 24.11.2012  |   |             |           |
| Vietnam     | – | Myanmar     | 1:1 (1:0) |
| Thailand    | – | Philippinen | 2:1 (2:0) |
| 27.11.2012  |   |             |           |
| Vietnam     | – | Philippinen | 0:1 (0:0) |
| Myanmar     | – | Thailand    | 0:4 (0:1) |
| 30.11.2012  |   |             |           |
| Philippinen | – | Myanmar     | 2:0 (0:0) |
| Thailand    | – | Vietnam     | 3:1 (1:0) |

### Gruppe B
| Pl. | Verein     | Sp. | S | U | N | Tore    | Diff. | Punkte |
| --- | ---------- | --- | - | - | - | ------- | ----- | ------ |
| 1.  | Singapur   | 3   | 2 | 0 | 1 | 007:400 | +3    | 06     |
| 2.  | Malaysia   | 3   | 2 | 0 | 1 | 006:400 | +2    | 06     |
| 3.  | Indonesien | 3   | 1 | 1 | 1 | 003:400 | −1    | 04     |
| 4.  | Laos       | 3   | 0 | 1 | 2 | 006:100 | −4    | 01     |

|            |   |            |           |
| 25.11.2012 |   |            |           |
| Indonesien | – | Laos       | 2:2 (1:1) |
| Malaysia   | – | Singapur   | 0:3 (0:2) |
| 28.11.2012 |   |            |           |
| Indonesien | – | Singapur   | 1:0 (0:0) |
| Laos       | – | Malaysia   | 1:4 (1:1) |
| 01.12.2012 |   |            |           |
| Singapur   | – | Laos       | 4:3 (1:2) |
| Malaysia   | – | Indonesien | 2:0 (2:0) |

### Halbfinale
Die Hinspiele fanden am 8. und 9. Dezember 2012, die Rückspiele am 12. und 13. Dezember 2012 statt.
|             | Gesamt |          | Hinspiel  | Rückspiel |
| ----------- | ------ | -------- | --------- | --------- |
| Philippinen | 0:1    | Singapur | 0:0       | 0:1 (0:1) |
| Malaysia    | 1:3    | Thailand | 1:1 (0:0) | 0:2 (0:0) |

### Finale
Das Hinspiel fand am 19. Dezember 2012, das Rückspiel am 22. Dezember 2012 statt.
|          | Gesamt |          | Hinspiel  | Rückspiel |
| -------- | ------ | -------- | --------- | --------- |
| Singapur | 3:2    | Thailand | 3:1 (1:0) | 0:1 (0:1) |

## Schiedsrichter
- Ali Abdulnabi
- Fan Qi
- Ma Ning
- Tan Hai
- Ng Kai Lam
- Mohsen Torky
- Ryūji Satō
- Masaaki Tōma
- Andre El-Haddad
- Yaqoob Abdul Baki
- Abdullah al-Hilali
- Lee Min-hu
- Ravshan Ermatov
- Valentin Kovalenko